# Chocóbriljant
Chocóbriljant (Heliodoxa imperatrix) är en fågel i familjen kolibrier.

## Utbredning
Fågeln förekommer utmed Andernas västra sluttning i sydvästra Colombia och nordvästra Ecuador. Den behandlas som monotypisk, det vill säga att den inte delas in i några underarter.

## Status
IUCN kategoriserar arten som livskraftig.

## Namn
Chocó är ett område i nordvästra Colombia tillika ett departement.